# Lisa on Ice
"Lisa on Ice" är avsnitt åtta från säsong sex av Simpsons och sändes på Fox i USA den 13 november 1994. I avsnittet delar Seymour Skinner ut varningar till de studenter på Springfield Elementary School som är nära att bli underkända i något ämne. Lisa får reda på att hon är nära att bli underkänd i idrott. Lisa kommer att bli godkänd om hon går med i en idrottsförening, och hon börjar därför leta efter en passande idrott. Efter att hon misslyckats i flera sporter visar det sig att hon är ovanligt duktig på ishockey vilken även hennes bror Bart är. Homer försöker sporra sina barn och de börjar förbereda sig inför en match där deras lag ska möta varandra. Avsnittet skrevs av Mike Scully och regisserades av Bob Anderson som båda är intresserade av ishockey. Avsnittet har blivit hyllat som en av de bästa i serien som handlar om sport. Marcia Wallace gästskådespelar som Edna Krabappel.

## Handling
Lisa börjar leta efter en passande sport, och när hon följer med Bart till en ishall visar det sig att hon är duktig på ishockey. Bart är medlem i "Mighty Pigs" som leds av Clancy Wiggum, och Apu, som ser att Lisa är duktig, tar med henne i sitt lag, "Kwik-E-Mart Mart Gougers" som målvakt. Lisa blir lagets bästa spelare och när Homer sporrar sina barn att göra sitt bästa på rinken blir syskonrivaliteten större mellan Bart och Lisa. Marge försöker få Homer att lugna ner sig men lyckas inte. Det blir inte bättre då deras lag ska möta varandra och det blir en match som lockar alla i Springfield. Matchen avslutas med en straff som Bart ska skjuta mot Lisa men de två börjar då inse hur mycket de älskar varandra och de börjar kramas. Matchen slutar oavgjort vilket upprör hela staden och det blir upplopp på arenan medan Bart och Lisa tillsammans åker iväg från rinken.

## Produktion
Idén kom från Mike Scully som ville göra ett avsnitt med sin favoritsport, ishockey. Bob Anderson som också gillar sporten fick regissera avsnittet. Avsnittet börjar med att Lisa lurar Bart att det snöar genom att kasta en snöboll hon hade i frysen på honom. Scully blev inspirerad till scenen från sin barndom då han blev besviken på meteorologerna för att det inte snöade som de lovat. Att eleverna blir varnade om att de kommer att bli underkända baserade Scully på vad som hände honom i junior high. Marcia Wallace gästskådespelar som Edna Krabappel.

## Kulturella referenser
Att Moe Szyslak försöker få reda på oddsen inför matchen, men Marge kastar ut honom, och han försvarar sig med att de kommer hugga av hans tummar är en referens till Den stora stöten. Delar av avsnittet är en parodi på Rollerball. Kearney ber Dolph att skriva upp på sin Apple Newton att de ska slå Martin vara texten blir "Eat up Martha" (Ät upp Martha) istället för "Beat up Martha" som en referens till att Newton inte var så bra på att översätta handstilar.

## Mottagande
Avsnittet hamnade på plats 34 över mest sedda program under veckan med en Nielsen ratings på 11.6. Avsnittet var det näst mest sedda på Fox under veckan. I boken I Can't Believe It's a Bigger and Better Updated Unofficial Simpsons Guide har Warren Martyn och Adrian Wood kallat avsnittet för ett underbart avsnitt med Bart och Lisa, de uppskattar också den korta scenen med Edna Krabappel. Hos DVD Verdict har Ryan Keefer skrivit att avsnittet är ett av få med Lisa som man kan uppskatta, han gav avsnittet betyget B. På DVD Talk har Aaron Beierle sagt att det finns några roliga ögonblick i avsnittet och hur avsnittet slutar är sött och uppskattades. ESPN.com har kallat avsnittet för det femte bästa med sportscener i seriens historia. Från Orlando Sentinel har Gregory Hardy listat avsnittet som de sjunde bästa med sport. Adam Finley på TV Squad kallade avsnittet för en skruv av hur föräldrar försöker få sina barn att kämpa med sporten och avsnittet avslutas som i Colosseum där alla slogs med varandra och sporrades. Han har skrivit att Homer är en fjant då han hotar barnen om de förlorar och kommer att bli hatad. Marge är lugnare till en början men inför sista straffen vill hon se blod som resten av publiken.